# Diplazium propinquum
Diplazium propinquum är en majbräkenväxtart som först beskrevs av Edwin Bingham Copeland och som fick sitt nu gällande namn av Cornelis Rugier Willem Karel van Alderwerelt van Rosenburgh.
Diplazium propinquum ingår i släktet Diplazium och familjen Athyriaceae. Inga underarter finns listade i Catalogue of Life.